# Ibirataia
Ibirataia est une ville et une municipalité de l'État de Bahia dans la région nord-est du Brésil.
En 2010, la municipalité comptait une population estimée de 18 946 habitants. La municipalité est bordée par Ipiaú et Gandu.

## Étymologie
L'origine du nom de cette ville vient du Tupi : ibirá arbre, et taia, brûler, ce qui veut dire arbre ardent, brûlant.

## Personnages
- Quarteto em Cy : groupe vocal de MPB et samba.